# Arthroleptis adolfifriederici
Arthroleptis adolfifriederici е вид земноводно от семейство Arthroleptidae.

## Разпространение
Видът е разпространен в Демократична република Конго, Руанда и Уганда.